# Calle Amargura (Cusco)
La Calle Amargura (también conocida como Cuesta de la Amargura) es una calle ubicada en la zona monumental de la ciudad del Cusco, Perú. Es notable por la empinada escalinata de 200 peldaños de piedra que se levanta en su extremo oriental y que comunica la parte baja de la ciudad con el camino a las ruinas de Sacsayhuamán.
Desde 1972 la vía forma parte de la Zona Monumental del Cusco declarada como Monumento Histórico del Perú. Asimismo, en 1983 al ser parte del casco histórico de la ciudad del Cusco, forma parte de la zona central declarada por la UNESCO como Patrimonio Cultural de la Humanidad. y en el 2014, al formar parte de la red vial del Tawantinsuyo volvió a ser declarada como patrimonio de la humanidad.

## Historia
La vía corresponde al trazado urbano realizado durante el imperio de los incas siendo una vía importante por cuanto comunica la zona baja de la ciudad hasta el cerro Saqsayhuamán y el Colcampata. Está ubicada en el sector denominado Huacapunku o Puerta del Santuario, correspondiendo a las andenerías que debieron existir en la parte posterior de lo que Garcilaso de la Vega describe como el Yachaywasi. 
Las crónicas señalan que, durante los primeros años de la colonial, esta calle servía para el traslado de rocas desde la fortaleza de Sacsayhuamán hacia el Cusco para la construcción de los templos. Este traslado ocasionaba accidentes fatales en los indios cusqueños por lo que fue nombrada, en quechua, como Mucchuicata o "Cuesta de la Amargura".
En su lado oriental, en el vértice con la calle Saphy, se levanta la casa colonial Casa Ochoa Escalante.

#### Libros y publicaciones
- Angles Vargas, Víctor (1983). Historia del Cusco Cusco Colonial Tomo II Libro Segundo. Lima: Industrialgrafica S.A.

- Datos: Q119496934
- Multimedia: Calle Amargura / Q119496934